# Jüdischer Friedhof (Havlíčkův Brod)

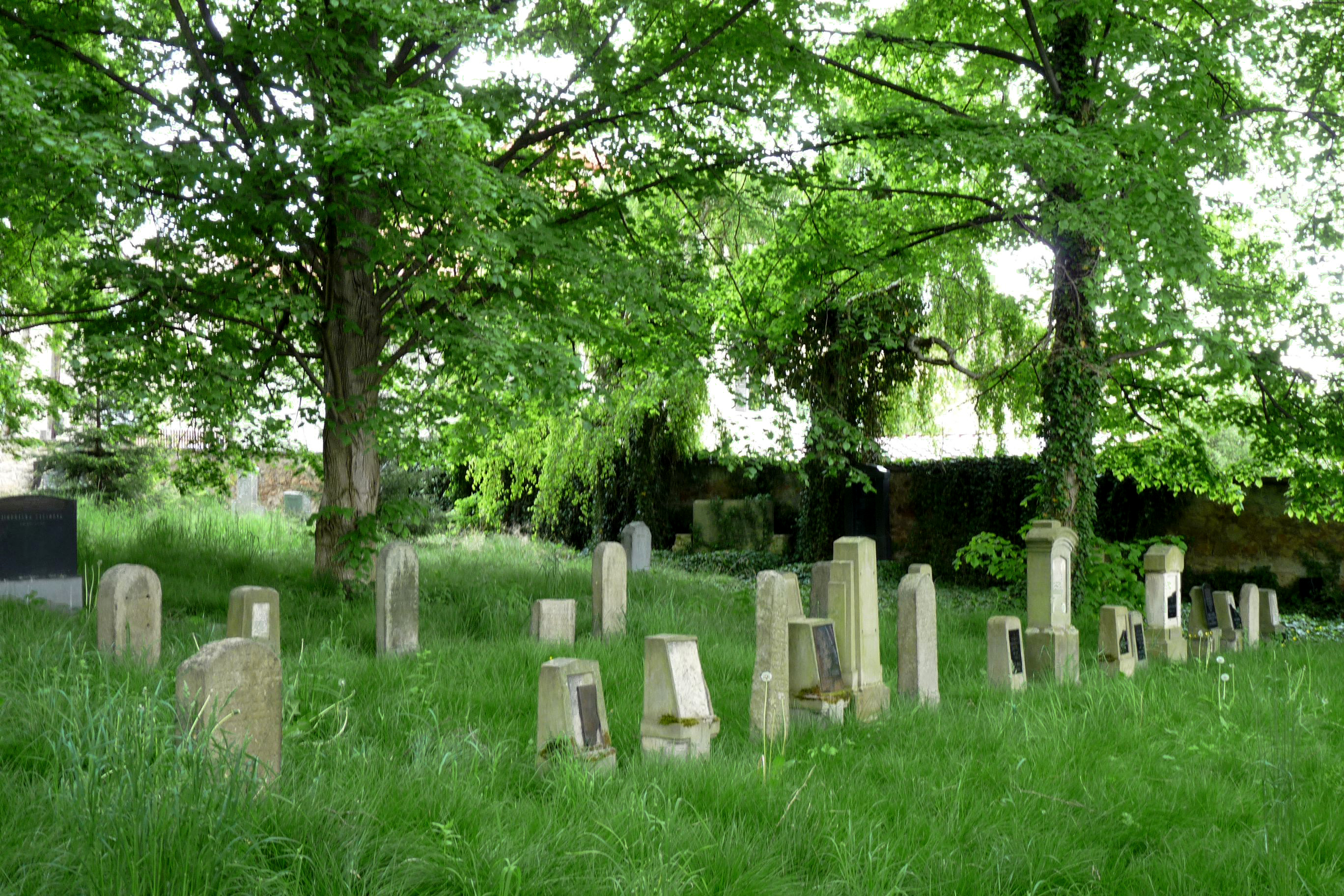
Jüdischer Friedhof in Havlíčkův Brod

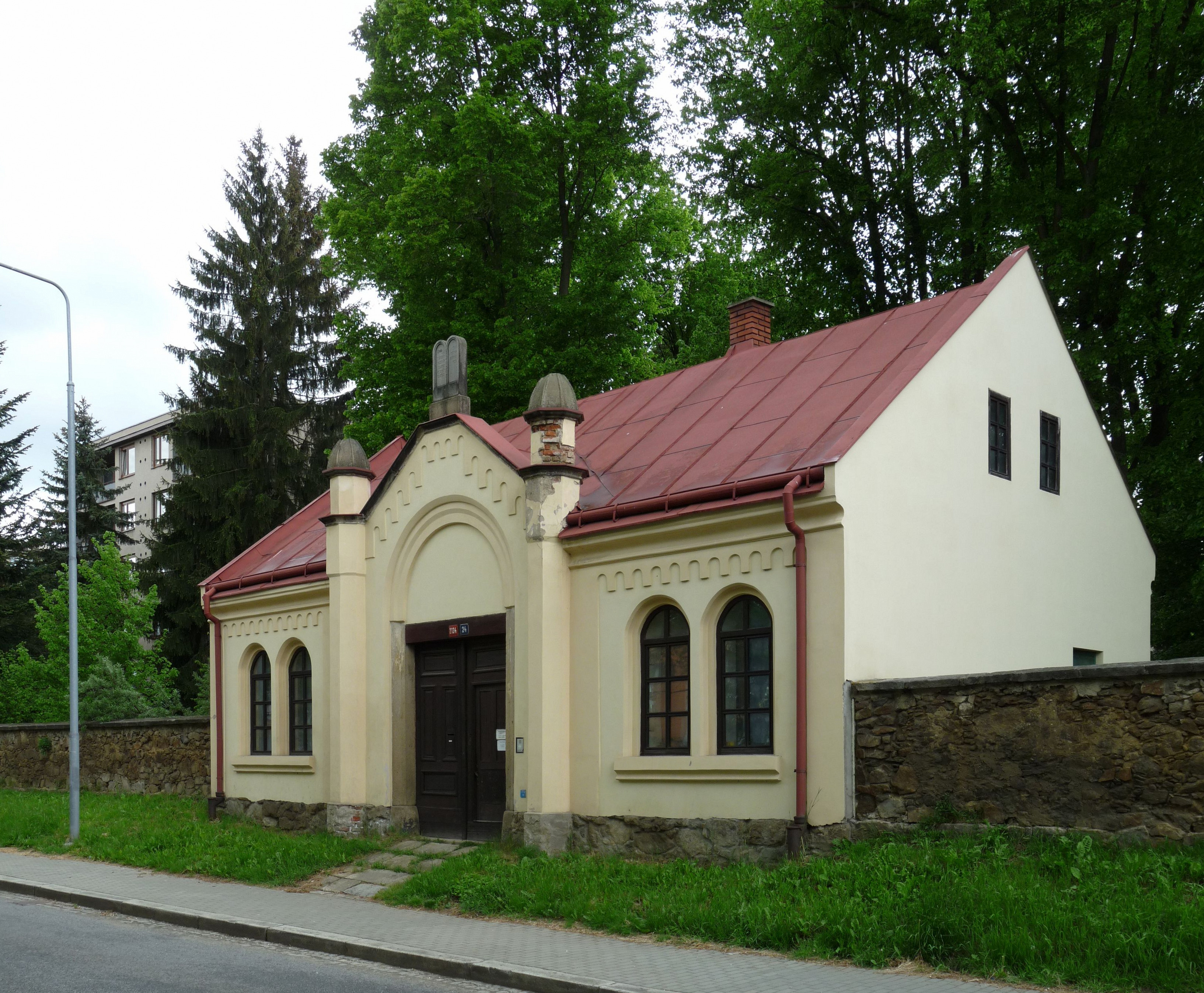
Taharahaus

Der Jüdische Friedhof in Havlíčkův Brod (deutsch Deutschbrod), einer Stadt im tschechischen Okres Havlíčkův Brod in der Kraj Vysočina, wurde 1890 angelegt. Auf dem jüdischen Friedhof befindet sich eine größere Zahl von Gräbern galizischer Flüchtlinge aus der Zeit des Ersten Weltkrieges; auf Grund der zahlreichen Sterbefälle im Barackenlager Deutschbrod wurde 1917 der Jüdische Typhusfriedhof angelegt.